# Олесунн
О́лесунн (іноді Алєсунд, норв. Ålesund) — місто (статус із 1848 р.) і порт на заході Норвегії. Регіональний торговий центр і туристична база для маршрутів. У місті є найбільша риболовна гавань Норвегії, разом із Тромсе Олесунн є осередком ловлі арктичних тюленів.

## Географія
Розташоване на північ від гирла фіорду Стур. Місто розкинулося на декількох островах, а саме — Нервея (Nørvøya), Аспея, Гейсса (Гесса) та Окснея, які є з'єднані мостами. 

## Клімат
Місто — у зоні, яку характеризує морський клімат. Найтепліший місяць — серпень із середньою температурою 13.9 °C (57 °F). Найхолодніший місяць — січень, із середньою температурою 2.2 °С (36 °F).
| Клімат Олесунна         | Клімат Олесунна | Клімат Олесунна | Клімат Олесунна | Клімат Олесунна | Клімат Олесунна | Клімат Олесунна | Клімат Олесунна | Клімат Олесунна | Клімат Олесунна | Клімат Олесунна | Клімат Олесунна | Клімат Олесунна | Клімат Олесунна |
| Показник                | Січ.            | Лют.            | Бер.            | Квіт.           | Трав.           | Черв.           | Лип.            | Серп.           | Вер.            | Жовт.           | Лист.           | Груд.           | Рік             |
| Абсолютний максимум, °C | 12              | 11              | 14              | 20              | 22              | 25              | 28              | 27              | 21              | 18              | 16              | 12              | 28              |
| Середній максимум, °C   | 3               | 3               | 5               | 7               | 11              | 13              | 15              | 15              | 12              | 10              | 6               | 4               | 8               |
| Середня температура, °C | 2               | 2               | 3               | 5               | 9               | 11              | 13              | 13              | 11              | 8               | 5               | 2               | 7               |
| Середній мінімум, °C    | 1               | 1               | 1               | 2               | 7               | 9               | 11              | 11              | 8               | 6               | 3               | 1               | 5               |
| Абсолютний мінімум, °C  | −11             | −7              | −7              | −5              | 0               | 3               | 7               | 2               | 0               | −1              | −6              | −10             | −11             |
| Норма опадів, мм        | 122             | 100             | 100             | 73              | 55              | 67              | 87              | 107             | 176             | 172             | 160             | 161             | 1380            |
| Днів з опадами          | 24              | 19              | 22              | 20              | 19              | 20              | 20              | 22              | 24              | 24              | 23              | 24              | 261             |
| Днів з дощем            | 17              | 14              | 17              | 17              | 19              | 20              | 20              | 22              | 24              | 23              | 21              | 18              | 232             |
| Днів зі снігом          | 13              | 10              | 11              | 8               | 1               | 0               | 0               | 0               | 0               | 2               | 7               | 12              | 64              |
| ----------------------- | --------------- | --------------- | --------------- | --------------- | --------------- | --------------- | --------------- | --------------- | --------------- | --------------- | --------------- | --------------- | --------------- |
| Джерело: Weatherbase    |                 |                 |                 |                 |                 |                 |                 |                 |                 |                 |                 |                 |                 |

## Історія

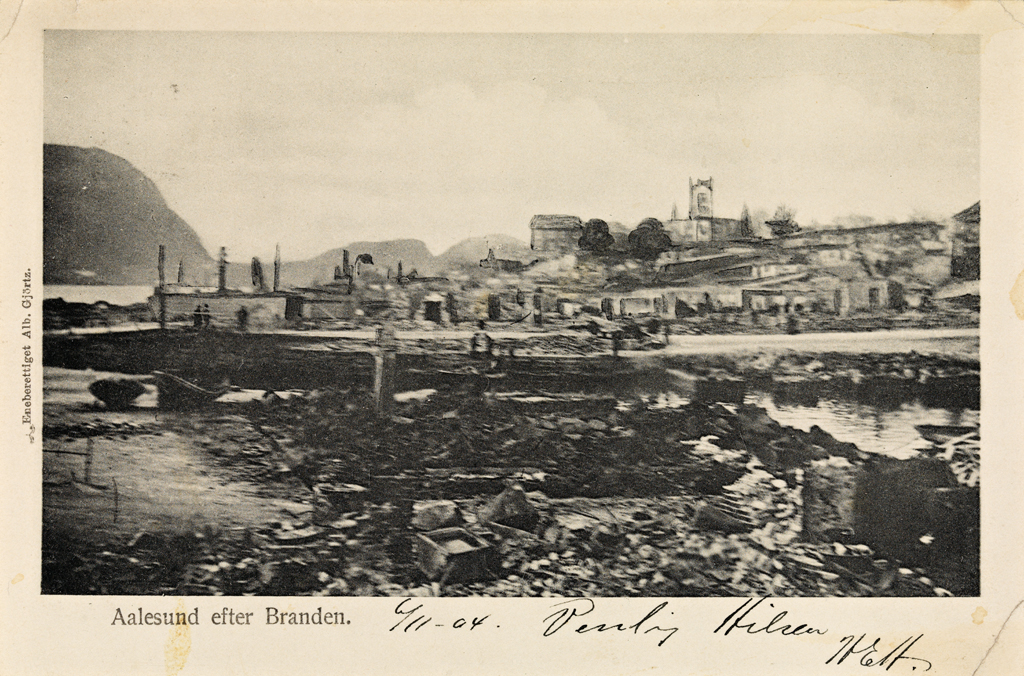
Після пожежі 1904 р.

За легендою, поселення бере свій початок у 9 столітті коли Ролло (Рольф) заснував поблизу маєток, де мешкав війт. 
Статус міста Олесунн отримав в 1848 р. 
На початку 1904 трапилася пожежа в Олесунні. Парова «сикавка» на кораблі згоріла разом із ним. Телефонний «уряд» переносили кілька разів з місця на місце, урядники ледви могли забрати апарати і перенести їх. В усьому місті вціліли ЗО малих домів, також експедицийні склади на бульварі вздовж пристані. Десятки людей ночували і днювали у відкритому полі серед дощу й бурі, без їжі, деякі найшли прихисток у сусідніх селянських хатах або на кораблях. Дітей тимчасово розмістили в церкві.
Після цієї пожежі було відбудоване в оригінальному стилі арт-нуво.

## Демографія
Населення (2007 оцін.) комуни: 41 385 жит.

## Освіта
У місті діє університетський коледж Олесунна, заснований в 1994 р. шляхом злиття трьох менших закладів.  

## Економіка
Олесунн — регіональний торговий центр. Тут є найбільша риболовна гавань Норвегії, пристановище для риболовних трейлерів що виловлюють тріску та палтус із виду камбалових. Разом із Тромсе Олесунн є осередком ловлі арктичних тюленів.

## Туризм
Олесунн — регіональна туристична база для маршрутів у регіонах Суннмере (Sunnmøre), долині Норанґ, льодовиках Ойє та островах Рунде та Ґіске. 

## Уродженці
- Сильві Лістхауґ (1977) — норвезький політик, з грудня 2015 — міністр у справах міграції та інтеграції.

## Міста-побратими
- Ісландія: Акюрейрі (ісл. Akureyri), Ісландія
- Італія: Борго-а-Моццано (італ. Borgo a Mozzano), Італія
- Швеція: Вестерос (швед. Västerås), Швеція
- Німеччина: Вісмар (нім. Wismar), Німеччина
- Фінляндія: Лахті (фін. Lahti, швед. Lahtis), Фінляндія
- Шотландія: Пітерхед (англ. Peterhead), Шотландія, Велика Британія
- США: Такома (англ. Tacoma), Вашингтон, США

## Світлини

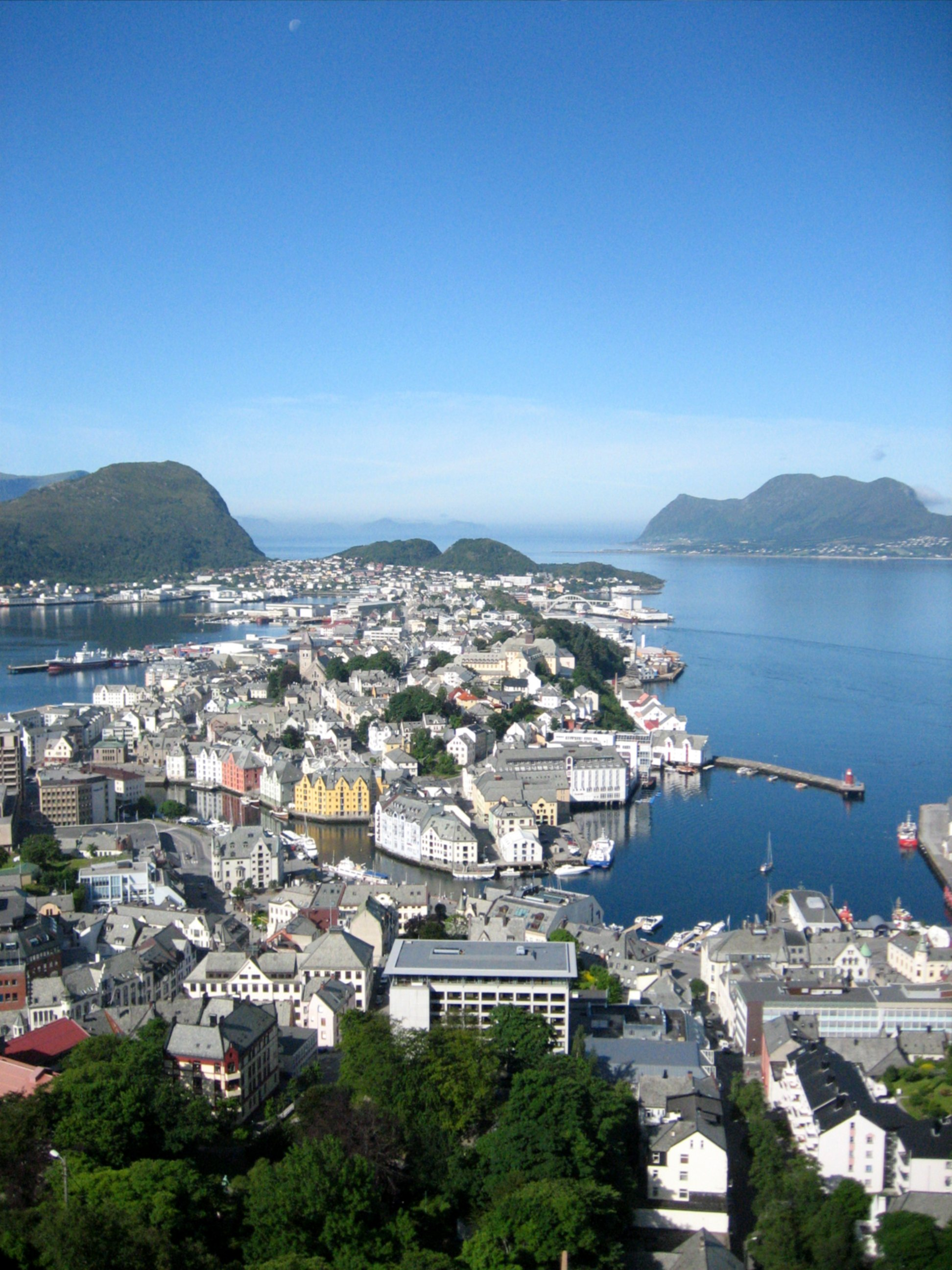
Краєвид на місто Олесунн.